# تئودورا اهل حمص
تئودورا اهل حمص (به انگلیسی: Theodora of Emesa) عضوی از یک گروه فکری از نوافلاطونیان در اواخر سدهٔ پنجم و اوایل سدهٔ ششم میلادی در اسکندریه و از شاگردان ایزیدور بود. داماسکیوس کتاب زندگی ایزیدور خود را که به عنوان تاریخ فلسفی نیز شناخته می‌شود، به تئودورا تقدیم کرد و به درخواست او، آن را نوشت.

## زندگی‌نامه
تئودورا دختر کایرینا و دیوژن بود و همچون یامبلیخوس از تبار سلطنتی حمص محسوب می‌شد.
مکتب نوافلاطونی آتن در اواخر سدهٔ پنجم در میان مکتب مشرک سوری و مصری طرفدارانی پیدا کرده بود و تئودورا به همراه خواهران کوچک‌ترش در مدرسه ایزیدور در اسکندریه فلسفه خوانده بودند. این می‌تواند در دهه ۴۸۰ میلادی باشد، که ایزیدور از مدت‌های پیش در محیط روشنفکر اسکندریه تثبیت شده بود، یا شاید در دهه ۴۹۰ میلادی پس از بازگشت از آتن. او همچنین در شعر و دستور زبان ورزیده بود و ریاضیدانی متبحر در هندسه و محاسبات عالی محسوب می‌شد.
او یک فیلسوف نوافلاطونی از نوع یامبلیخوس و بنابراین یک پاگانیست معتقد بود. به گفته فوتیوس اول، سه قرن بعد، او مناسک پاگانیسم و کرامات را انجام می‌داد: فوتیوس اول او را به عنوان یک یونانی با اقناع مذهبی توصیف می‌کند، و اجدادش را به عنوان «همه آنها برنده جایزه اول در کار نکوهیده بت‌پرستانه» توصیف می‌کند.
کتاب زندگی ایزیدور به قلم داماسکیوس نشان می‌دهد که حلقه فلسفی که تئودورا به آن تعلق داشت در اواخر سدهٔ پنجم و اوایل سدهٔ ششم میلادی بین آتن، اسکندریه و آفرودیسیاس بدون هیچ دردسر و مشکلی در جابجایی و حرکت بود.
هیچ گزارشی مبنی بر فرار تئودورا به ایران پس از دستور ژوستینین یکم مبنی بر بستن مدرسه افلاطونی در آتن در سال ۵۲۹ به همراه ایزیدور، داماسکیوس، سیمپلیکیوس، پیریسکیانوس لیدیایی، یولامیوس فریگیه، هرمیاس فنیقیه و دیوژن فنیقیه وجود ندارد.